# Queenie Judd
Isabel Mary Raven „Queenie“ Judd (* 19. Oktober 1886 in Tottenham als Isabel Boake; † 1. Juni 1951 in Mile End) war eine britische Turnerin.

## Erfolge
Queenie Judd nahm 1928 an den Olympischen Spielen in Amsterdam teil und gehörte bei diesen zur britischen Turnriege im Mannschaftsmehrkampf, bei dem insgesamt fünf Mannschaften antraten. Den Wettkampf schlossen die Britinnen mit 258,25 Punkten auf dem dritten Platz ab, hinter den siegreichen Niederländerinnen, die mit 316,75 Punkten Olympiasiegerinnen wurden, und den mit 289 Punkten zweitplatzierten Italienerinnen. Dahinter folgten die Mannschaften Ungarns und Frankreich. Judd erhielt somit zusammen mit Annie Broadbent, Lucy Desmond, Margaret Hartley, Amy Jagger, Jessie Kite, Midge Moreman, Carrie Pickles, Ethel Seymour, Ada Smith, Hilda Smith und Doris Woods die Bronzemedaille.
Die als Isabel Boake geborene Judd begann im Londoner St. Saviour’s Church Ladies Club mit dem Turnen. Nach ihrem Wechsel zum Northampton Polytechnic Institute Women’s Gymnastics Club trainierte sie ebenso wie ihre olympischen Mannschaftskolleginnen Lucy Desmond, Jessie Kite, Doris Woods, Midge Moreman und Ethel Seymour unter Rudolf „Obie“ Oberholzer. 1913 heiratete sie Albert Edward Judd, mit dem sie eine Tochter hatte. Sie lebten längere Zeit in Dieppe in Frankreich, ehe sie nach London zurückkehrten. In den frühen 1920er-Jahren erzielte Judd dort viele Erfolge im Turnen. Nach den Olympischen Spielen blieb sie als Trainerin und Jurorin im Turnen aktiv.